# Kəngərli (rayon)
Kəngərli (ook geschreven als Kengerli) is een district in Azerbeidzjan.
Kəngərli telt 29.200 inwoners (01-01-2012) op een oppervlakte van 682 km²; de bevolkingsdichtheid is dus 42,8 inwoners per km².